# Гулберг
Гулберг (англ. Gulberg) — техсил расположенный в северной части пакистанского города Карачи, столицы провинции Синд.

## Географическое положение
Техсил граничит граничит с рекой Лаяри и техсилом Гулшан на востоке, рекой Гуджар-Нала и Северным Назимабадом на западе, с Нью-Карачи и Гадапом на севере и Лиакатабадом на юге. Техсил состоит из 8 союзных советов.

## Населения
В 1998 году население техсила составляло 453,490 человек.

## Власть
- Назим — Камаль Малик
- Наиб назим — Фарид Ахмед Сиддики
- Администратор — Назир Лакхани